# Підрешітна вода
Підрешітна вода (рос. подрешетная вода, англ. underscreen water, нім. Unterwasser n) — у збагаченні корисних копалин — вода, що подається під решето відсаджувальної машини у певній кількості. Знижує всмоктування дрібних частинок робочої постелі під решето при низхідному русі, а також збалансовує рівень води у повітряному чи поршневому відділенні відсаджувальної машини. Підрешітна вода — важливий фактор технологічного регулювання процесу відсадки. В окремих випадках вживають терміни «підапаратна вода» або «підпірна вода».

## Схема автоматичного регулювання розпушеності відсаджувальної постелі регулюванням витрат підрешітної води
Розпушеність постелі зумовлює можливість її розшарування за густиною. Вона може змінюватися шляхом регулювання витрати підрешітної води і повітря. Каналом управління розпушеністю постелі звичайно приймають витрату підрешітної води. На схемі автоматизації (рис. 2) регулювання розпушеності здійснює система 1 (перше відділення машини).
Така ж система передбачається й у другому відділенні (на схемі не показана). Система містить стандартні елементи автоматики: датчик (1-1), вторинний показуючий прилад (1-2), регулятор із задатчиком (1-3 і 1-4), виконавчий механізм з регулюючим органом (1-5).